# 陈孝禅
陈孝禅（1908年—1995年10月9日），男，广东潮州人，中华人民共和国心理学家、政治人物，曾任湖南省政协副主席，中国民主促进会中央委员会委员、湖南省委员会主任委员。